# Подурі (Вранча)
Подурі (рум. Poduri) — село у повіті Вранча в Румунії. Входить до складу комуни Валя-Серій.
Село розташоване на відстані 170 км на північ від Бухареста, 34 км на північний захід від Фокшан, 106 км на північний захід від Галаца, 97 км на схід від Брашова.

## Населення
За даними перепису населення 2002 року у селі проживали 342 особи, усі — румуни. Усі жителі села рідною мовою назвали румунську.